# Medvepávián
A medvepávián (Papio ursinus) az öt páviánfaj egyike, bár korábban szavannapávián néven egy fajként kezelték a nagyon hasonló Anubisz-páviánnal, a guineai páviánnal és a sárgás babuinnal. Ma egyes rendszertanok szerint mind az öt páviánféleség, beleértve a galléros páviánt is, egyetlen fajba tartozik (Papio hamadryas). A medvepávián nevét nagy testméreteiről kapta: a páviánok legnagyobbika.

## Előfordulása
Dél-Afrika szinte minden országában előfordul több mint 2100 méteres tengerszint feletti magasságig. Elterjedésének északi határa a Zambézi-völgy és az angolai partvidék. Az élőhelyeket tekintve nem válogatós: szavannákon, erdős területeken, pusztaságokban és magashegységekben egyaránt megél. Csupán mindennapos vízivási lehetőségre és éjszakázásra alkalmas magaslatokra, sziklákra vagy fákra van szüksége.

## Alfajai
Jelenleg két vagy három alfaját tartják nyilván:
- Papio ursinus ursinus – Angola, Namíbia, Dél-afrikai Köztársaság, Lesotho, Szváziföld[1]
- Szürke lábú medvepávián (Papio ursinus griseipes) – Délnyugat-Zambia, Botswana, Zimbabwe, Mozambik[2]

Egyes kutatók külön alfajba sorolják az észak-namíbiai és angolai páviánokat Papio ursinus ruacana néven, mások viszont a P. u. ursinus alfajba sorolják ezeket is.

## Megjelenése
A többi páviánhoz hasonlóan a medvepáviánokra is jellemző a hangsúlyos ivari kétalakúság: a hímek mintegy kétszer nagyobbak a nőstényeknél (a hímek testtömege 26–31 kg, míg a nőstények súlya átlagosan 15 kg). A hímek emellett jókora, hegyes tépőfogakkal rendelkeznek, viszont más páviánokkal ellentétben nincs sörényük, csak néhány hosszabb szőrcsomójuk a tarkón. A kifejlett állatok mérete 0,5-1,1 méter között mozog.
A kifejlett medvepáviánok (P. u. ursinus) szőrzete a hátukon sötétbarnás vagy fekete, a hasi részen és a pofánál viszont világosabb. A kezek és lábak körüli szőrzet szintén fekete. Az hosszúkás arcrész bőre és a csupasz far lilásfekete. Az északkeleti területeken élő szürke lábú medvepáviánok (P. u. griseipes) némileg különböznek a többitől: testméreteik kisebbek, szőrzetük pedig szürke vagy barnássárga; a kezek és lábak körüli szőr sem fekete. A kis páviánok mindkét alfaj esetében fekete bundával születnek, és körülbelül féléves korukban nyerik el felnőttkori színezetüket. A két alfaj elterjedési területének határán, Transvaalban mindkettejük jellegzetességeit egyaránt mutató példányokat is találtak, amik keveredésre vagy egy harmadik, önálló változat létére utalhatnak.

## Életmódja

### Társas viszonyai
A medvepávián 20-50 fős (de akár 130 példányt számláló) hordákban él. A hordák 910-3370 hektárnyi területet foglalnak el, ami a legnagyobb a szavannai páviánok között. A nappalt táplálékkereséssel töltik, estére sziklák közé vagy fákra húzódnak fel aludni. A csoportok az Anubisz-páviánok hordáihoz hasonlóan az esetek többségében több nőstényt és hímet is magukban foglalnak, de – különösen a hegyvidékeken – előfordulnak a galléros páviánokra jellemző, de azokénál kevésbé szigorú, egyetlen hím vezette „háremek” is. A háremek viselkedése jelentősen eltér a nagyobb hordákétól (pl. a magányos hímek sokkal éberebben őrködnek, mint nagy hordákban élő társaik, és agresszívebbek a betolakodókkal szemben, viszont sosem támadják a rivális csapatok nőstényeit).
A hímek mindig elhagyják hordájukat, mielőtt elérnék teljes méretüket. Egy másik csapathoz csatlakoznak, ahol agresszív dominanciaharcokban kell elfoglalniuk helyüket a hierarchiában. A nőstények ezzel szemben sosem hagyják el szülőhordájukat, és ápolják a rokoni kapcsolatokat; ennek következtében a medvepáviánok nőstényei között időtálló, stabil hierarchia alakul ki. A rokon nőstények generációkon átívelően segítik egymást a más egyedekkel kialakuló konfliktusaikban. Ennek a stabilitásnak lehet szerepe abban, hogy a nőstények sokkal agresszívebben viselkednek a hímeknél, amikor összetűzés alakul ki más hordákkal. (Ez a jelenség a sárgás babuinoknál és az Anubisz-páviánoknál is megfigyelhető.)

### Kommunikációja

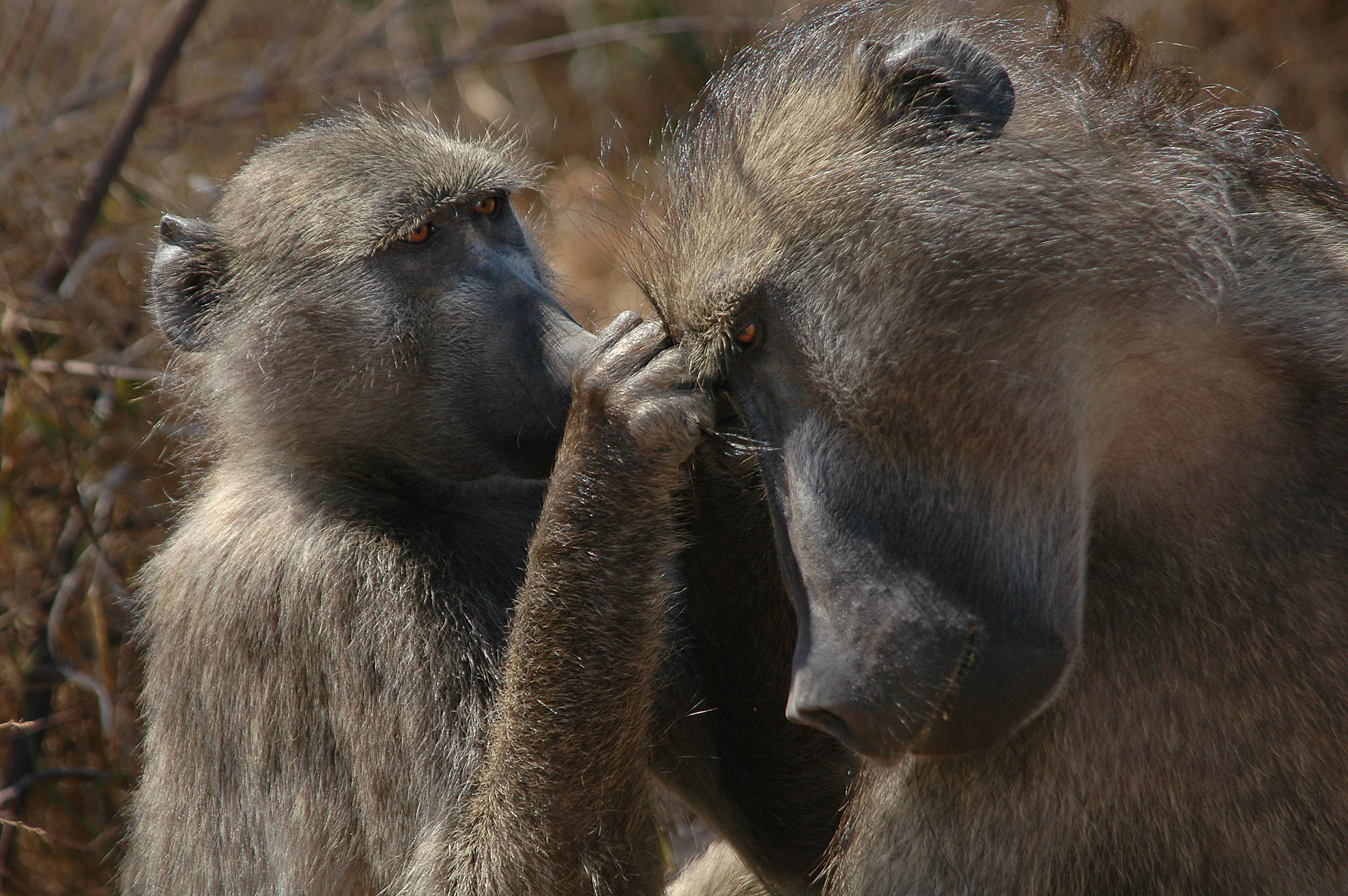
Kurkászó medvepáviánok

A csapatokon belüli komplex társas viszonyok fejlett kommunikációs eszköztár meglétét teszik szükségessé, ami vizuális jeleket, gesztusokat, érintéseket és hangadást foglal magába. Az alávetettség jele, ha a nőstények vagy fiatalok farukat mutatják a hímeknek vagy rangosabb nőstényeknek; ehhez sokszor ajakcsettintés társul. A merev bámulás és a szemöldök felhúzása fenyegető jelenség, és az ún. „feszültségásítás” is, amikor a hímek bemutatják félelmetes tépőfogaikat. A fogcsikorgatás szintén fenyegető jel. Ilyenkor a gyengébb állatok gyors oldalpillantásokkal próbálják oldani a feszültséget.
A medvepáviánok hangadása is változatos. Az ütemes morgás, az ajakcsettintés és a fogcsattogtatás a megnyugtatást szolgáló jelek. A veszélyre – leopárd vagy oroszlánok közelségére – kéttagú ugatás hívja fel a figyelmet, de a hímek riválisaikat is így figyelmeztetik, néha morgással együtt. Az agresszió kitörését mindkét nem esetében hangos visítás jelzi, aminek talán erőszakgátló szerepe van. A hirtelen riadalmat éles ugatás fejezi ki, míg a menekülő páviánok fecsegésre emlékeztető hangokat adnak ki félelmet kifejező grimasz kíséretében. Különböző hangadás kíséri a párzást és a fiatalok játékát. A kurkászásnak, amellett, hogy megtisztítja a bundát a rárakódott szennyeződésektől és a benne lakó parazitáktól, jelentős szerepe van a csoporton belüli kötelékek megerősítésében.

### Táplálkozása
A medvepávián a többi páviánhoz hasonlóan mindenevő: növényi bimbókat, hajtásokat, gyökereket, magvakat és gyümölcsöket, illetve kisebb gerincteleneket és gerinceseket, sőt gombákat és zuzmókat fogyaszt. A páviáncsapatok alkalomadtán nagyobb állatokat is elfognak és megesznek, például fiatal antilopokat. Az emberek által termesztett növényeket (kukorica, burgonya, paradicsom, citrusfélék) is megdézsmálják, és a kisebb lábasjószág sincs tőlük biztonságban. A többhímes és az egyhímes csapatok táplálkozási szokásai jelentősen eltérnek: előbbiek főleg fűféléket, gumókat és lombokat, utóbbiak inkább a különféle terméseket és magvakat fogyasztanak; a több hímes hordákkal ellentétben az egyhímes csapatok általában addig táplálkoznak egy forrásból, amíg az ki nem apad.

## Szaporodása

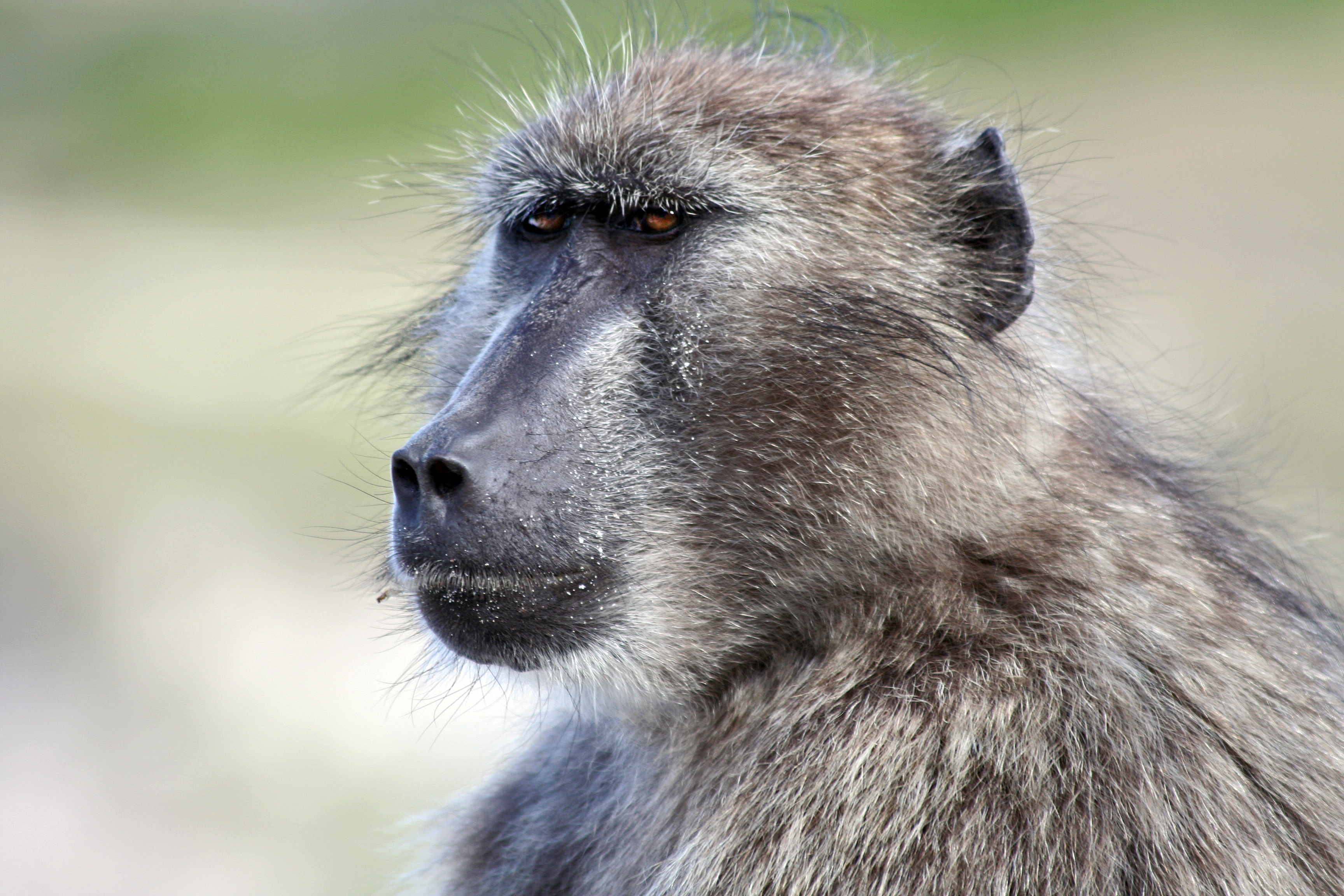
Portré

A medvepáviánok szaporodását jelentősen meghatározza a társas szervezet, amelyben élnek. A hímek kemény harcokat folytatnak a lehetőségért, így a nagyobb, erősebb és fiatalabb hímek jobb eséllyel párosodhatnak. Az egyhímes csapatokban a hímeknek nem kell harcolniuk a párzásért, a több hímet magába foglaló hordákban viszont igen: ilyenkor a nőstények az ovulációjuk előtt több hímmel is társulnak egy ideig, és végül ők választják ki, hogy melyik hímeknek kínálják fel párzásra csábító hátsó felüket.
A nőstények tüzelési ciklusa 31-35 napon át tart, és amennyiben fogantatásra nem kerül sor, körülbelül három napig menstruációs folyás tapasztalható. Az ovuláció idején a nőstények a gátja feletti bőr megdagad, ami felhívja a hímek figyelmét a fogékonyságra. Párzásra az egész ciklusban sor kerülhet, de a peteérés időszakában a leggyakoribb. A kezdeményező mindig a farát felkínáló nőstény, és több kopulációra sor kerül.
A vemhesség 175-180 napig tart, és a végén egyetlen, körülbelül egy kilogrammos súlyú, fekete szőrű utód születik. Az újszülött az első néhány hónapot anyjukba kapaszkodva töltik, és csak ezután kezdenek el szilárd táplálékot is fogyasztani, illetve saját lábukon járni. Végleges elválasztásra feltehetően 420 napos kor körül kerül sor, ahogy az Anubisz-páviánok esetében is. Az anyaállat szoptatja, ápolja és játszik a kölykével, és bár nem működik együtt a többi nősténnyel az utódnevelésben, más nőstények olykor szintén részt vesznek a kölyök ápolásában. Ezek a „pótanyák” általában fiatal, még nem szült nőstények, akik közeli rokonai az anyaállatnak. A többi szavannai páviánfaj esetében hímek – elsősorban a valószínűsíthető apaállatok – olykor szintén gondoskodnak a kicsinyekről: védelmezik őket, illetve olykor megosztják velük a táplálékukat; valószínű, hogy a medvepáviánoknál is előfordul ilyesmi.
A szoptatás és a kölyök felnevelése, felügyelete és ápolása jelentősen megterheli a nőstényeket, így a szülések között mindig 1,5-2 évnyi szünet figyelhető meg. A medvepáviánok nőstényei három-, hímjei pedig ötéves korukban érik el az ivarérettséget. A medvepáviánok fogságban akár 45 évig is élhetnek, de átlagos életkoruk jóval rövidebb, 27-28 év.

## Természetvédelmi helyzete
Mivel kiválóan alkalmazkodott az emberi tevékenység kiterjedéséhez, nem veszélyeztetett, állománya pedig mindenhol stabilnak mondható. A száraz területeken az emberek által létrehozott mesterséges vízellátást kihasználva jelentősen tudta növelni elterjedési területét. Mivel komoly károkat tud okozni a mezőgazdaságban, egyes helyeken (pl. Fokvárosban) pedig akár szeméttárolókat is felborít és városi házakba is betör élelemért kutatva, sok helyen kártevőnek tartják és pusztítják. Helyenként azért is vadásszák, hogy a testrészeit a hagyományos orvoslásban használják fel.